# Comuna Assens
Assens (Assens Kommune) este o comună din regiunea Syddanmark, Danemarca, cu o suprafață totală de 512,22 km².